# 博夫希夫
49°12′13″N 24°41′57″E / 49.20361°N 24.69917°E
博夫希夫（烏克蘭語：Бовшів），是烏克蘭西部的村莊，隸屬伊萬諾-弗蘭科夫斯克州的伊萬諾-弗蘭科夫斯克區。該村始建於1150年，面積6.5平方公里，2001年人口1,473，人口密度每平方公里226.6人。